# 堀田ゆき
堀田 ゆき（ほった ゆき、2月3日 - ）は、日本の作曲家。主に映画やドラマの音楽（劇伴）を手掛けている。東京都在住。

## プロフィール
４歳よりヤマハ音楽教室でエレクトーンを始める。小学校の鼓笛隊でトランペットを吹く。高校よりピアノ、ソルフェージュ、音楽理論などを習い始める。
ヤマハミュージックアカデミー（現：ヤマハ音楽院）修了後、一般財団法人ヤマハ音楽振興会システム講師になる。作曲を教えるジュニア専門コースなどを担当。核講師研修参加。
台湾山葉では作曲専攻コース、少年組担当。エレクトーン演奏グレード3級、指導グレード3級。
ヤマハシステム講師を経て作曲家の道へ。
2019年テレビ東京のドラマ「『知らない人んち(仮)〜あなたのアイデア、来週放送されます!〜』（主演：筧美和子）で劇伴作曲家デビュー。（スキャット後藤とゆかいな仲間たち、チーム制作）
海外駐在帯同により台湾、天津、大連、上海に10年近く住み、特技は中国語。

## 主な作品[2]

### テレビドラマ音楽
- スペシャル企画ドラマ『皆々様のお陰様』(2025年、BS12)
- スペシャル企画ドラマ『江ノ電ものがたり』(2024年、BS12)
- 劇的に沈黙（2021年、TOKYO MX）スキャット後藤とゆかいな仲間たち名義
- 100文字アイデアをドラマにした！（2020年、テレビ東京）スキャット後藤とゆかいな仲間たち名義
- 知らない人んち(仮)〜あなたのアイデア、来週放送されます!〜（2019年、テレビ東京）スキャット後藤とゆかいな仲間たち[1]名義

### 映画音楽
- DARK CHILD（監督：津野励木）（2024年)

- クライ・バニー（監督：河村永徳）（2023年）
- 命継ぐ（監督：深井洋）（2023年）
- 除霊女（監督：髙橋栄一）（2022年）
- 犯人は吉田だっ！（監督：島根さだよし）（2022年）
- MAD CATS（監督：津野励木）（2022年）
- ランサム（監督：室賀厚）（2022年）
- 加奈とソフィア（監督：伊藤徳裕）（2021年）
- ーー私が妹を苦手な理由（監督：宇佐美滉士）（2021年）

### 音楽演奏＆編曲など一部参加
- 映画『風に向かって走れ』（監督：室賀厚）（2024年）

- 映画『耳を腐らせるほどの愛』（監督：豊島圭介）（2018年）
- ドラマ『女囚セブン』（2017年、テレビ朝日）

### Other
- SFミステリービジュアルゲーム『ステラコード』音楽制作参加（2025年）
- 毎日放送(MBS)番組宣伝コーナーBGM制作（2025年）
- FMチャッピーテーマ曲制作『杉島市長のお茶っこラジオ』(2024年)
- 東京都庁_ 動画音楽制作　『Next Kogyo START Project』(2023年)
- ビートたけし杯Op曲制作（2023年、2024年)
- 写真展『再生』予告編音楽制作(2023年)
- 「G-1グランプリ2022」（2022年）
- 映画『ジャッカーズ』[3]（監督:室賀厚）楽曲提供（2021年）
- 株式会社アルカディア　ペットフード『Carry』プロモーションビデオ楽曲（2020年）
- AKB48グループによる『豆腐プロレスThe REAL 2018WIP QUEENDOM in 愛知県体育館』（2018年）
- XFLAG「モンスターストライク」台湾MV（2018年）
- ドキュメンタリー番組『NIIGATA HEROES3～人に寄り添う 看護・介護・保育を支える者たち～』エンディングテーマ曲[4]（2018年）
- 四国西予ジオパークミュージック（2016年、2017年）
- 東松山ケーブルテレビ　テーマ曲（2015年）
- 米村でんじろうサイエンスプロダクション、サイエンスショーのオープニングテーマ曲（2015年）
- ＦＭチャッピー（埼玉）『週刊スマイルプラザ』テーマ曲（2014年）

### 編曲
- 松本まりか クリスマス24時間生テレビ　池田千尋監督作品『聖夜の告白』(2021年、Abema TV)
- NON STYLE LIVE2019『Re:争論～リソウロン～』（2019年）作曲：スキャット後藤、編曲１曲のみ参加
- 歯科医院内BGM『あいうべはなこきゅうのうた』（2018年）

## 受賞歴[2]
- カラーミュージックコンテスト優秀賞（2013年）
- ボーカロイドうたわせてみたコンテスト　うたわせてみたバラード部門　特別賞（2014年）
- とらのあなコンテスト　歌もの部門　最優秀賞（2014年）
- ケーブルテレビの番組のテーマ曲を募集します！　準グランプリ（2014年）
- コーライティングコンテスト　コーライティング部門　優秀賞（2015年）
- 東松山ケーブルテレビテーマ曲募集　グランプリ受賞（2015年）
- 未来のサムライミュージシャンズ発掘コンテスト　優秀賞（2017年）
- 四国西予ジオパークミュージックコンテスト　第2回・第1期　準優秀賞（2017年）
- 音楽の街『ジョップリン』ジョップリンのBAR　BGM楽曲募集コンテスト入賞[5]（2020年）